# Gmina Providence (hrabstwo Buena Vista)

Położenie Gminy Providence w hrabstwie Buena Vista

Gmina Providence (ang. Providence Township) – gmina w USA, w stanie Iowa, w hrabstwie Buena Vista. Według danych z 2000 roku gmina miała 316 mieszkańców.